# Ametropia

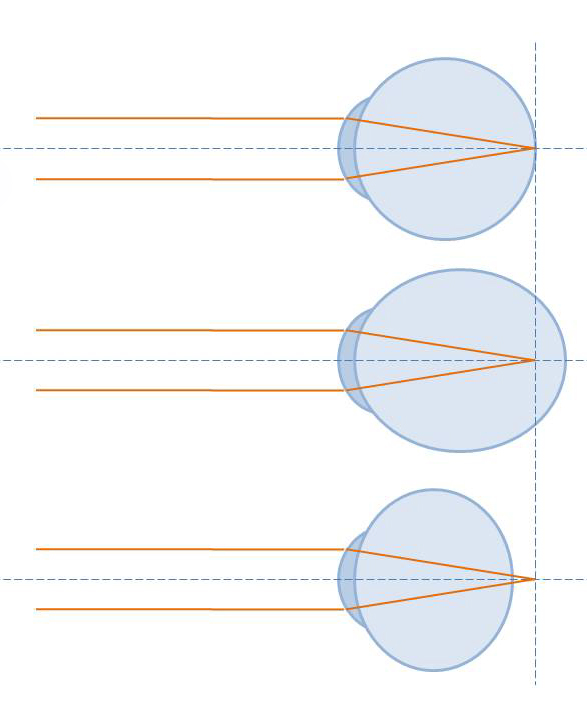
Error de refracció.

L'ametropia o trastorn de refracció és el nom genèric de totes les anomalies de la refracció de l'ull per les quals les imatges rebudes per la còrnia, no s'enfoquen correctament en la retina.
Les imperfeccions de la graduació depenen més de les irregularitats (curvatures) i les proporcions que té l'estructura de l'ull que de la seva mida aparent.
Es poden diferenciar 4 tipus d'anomalies de la graduació:
- Astigmatisme
- Hipermetropia
- Miopia
- Presbícia

Els errors de refracció es corregeixen amb ulleres, lents de contacte o cirurgia. Les ulleres són el mètode de correcció més fàcil i segur. Les lents de contacte poden oferir un millor camp visual; tanmateix, s'associen amb un risc d'infecció. La cirurgia refractiva canvia permanentment la forma de la còrnia.
El nombre de persones a tot el món amb ametropia s'ha estimat entre 1.000 i 2.000 milions. Les taxes varien entre les regions del món amb al voltant del 25% dels europeus i el 80% dels asiàtics estan afectats. La miopia és el trastorn més comú. Les taxes entre els adults es troben entre el 15 i el 49%, mentre que les taxes entre els nens es troben entre l'1,2 i el 42%. La miopia afecta més freqüentment els nens petits i la gent gran. La presbícia afecta la majoria de les persones majors de 35 anys.
El nombre de persones amb ametropia que no s'han corregit es va estimar en 660 milions (10% de totes les persones) l'any 2013. D'aquests 9,5 milions tenien ceguesa a causa de l'error de refracció. És una de les causes més comunes de deficiència visual juntament amb cataractes, degeneració macular i deficiència de vitamina A.